# Рыбалко, Иван Игнатьевич
Иван Игнатьевич Рыба́лко (25 мая 1925, д. Надеждино, Башкирская АССР — 26 апреля 2000, Уфа) — пулемётчик 1-го механизированного стрелкового батальона 69-й механизированной бригады 9-го механизированного корпуса 3-й гвардейской танковой армии Воронежского фронта, полковник, Герой Советского Союза.

## Биография
Иван Игнатьевич Рыбалко родился в деревне Надеждино в крестьянской семье.
Русский. Окончил 7 классов. В 1942—1943 годах работал учеником токаря в Куюргазинской геологоразведывательной партии, рабочим совхоза № 2 стройтреста № 3.
В Красную Армию призван в феврале 1943 года Уфимским райвоенкоматом Башкирской АССР и в этом же году ушёл на фронт.
Рядовой Рыбалко И. И. отличился 22 сентября 1943 года в боях по форсированию реки Днепр и в бою за село Зарубинцы Черкасской области Украины.
В 1944 году Иван Игнатьевич окончил курсы младших лейтенантов. В 1946 году был демобилизован.
В 1950 году он окончил Башкирский кооперативный техникум. В 1951 году И. И. Рыбалко вновь призван в Советскую Армию, работал начальником 4-го отделения Уфимского объединённого райвоенкомата.
Член КПСС с 1952 года. С 1973 года полковник И. И. Рыбалко — в запасе, а затем в отставке.
Скончался 26 апреля 2000 года в Уфе.

## Подвиг
«Пулемётчик 1-го механизированного стрелкового батальона 69-й механизированной бригады (9-й механизированный корпус, 3-я гвардейская танковая армия, Воронежский фронт) рядовой Рыбалко И. И. в ночь с 21 на 22 сентября 1943 г. в числе первых форсировал реку Днепр и в бою за село Зарубинцы Черкасской области Украины огнём своего пулемёта уничтожил до 20 солдат противника, поддерживая наступление роты. В результате рота с малыми потерями овладела восточной окраиной села».
Указом Президиума Верховного Совета СССР от 17 ноября 1943 года за образцовое выполнение боевых заданий командования и проявленные при этом геройство и мужество рядовому Рыбалко Ивану Игнатьевичу присвоено звание Героя Советского Союза с вручением ордена Ленина и медали «Золотая Звезда» (№ 2031).

## Память
В октябре 2008 года в Демском районе города Уфы, в сквере 112-й Башкирской кавалерийской дивизии, установлен бюст Героя Советского Союза Ивана Рыбалко, работы скульптора Халита Галиуллина.
В Дёмском районе, в здании школы № 113, в которой учился герой, 5 мая 2017 года установлен бюст Героя Советского Союза Ивана Рыбалко.

## Награды
- Медаль «Золотая Звезда» Героя Советского Союза (17.11.1943)[2][3];
- орден Ленина (17.11.1943);
- орден Отечественной войны 1-й степени (06.04.1985)[6];
- медаль «За отвагу» (01.10.1943)[7];
- медали.

## Комментарии
1. ↑  Деревня Надеждино не сохранилась[1]; ныне — территория Мелеузовского района Башкирии.